# Abacetus crenipennis
Abacetus crenipennis es una especie de escarabajo terrestre de la subfamilia Pterostichinae.  Fue descrito por Maximilien Chaudoir en 1869. 